# Saint-Rémy-Blanzy
Saint-Rémy-Blanzy é uma comuna francesa na região administrativa de Altos da França, no departamento de Aisne. Estende-se por uma área de 13,99 km². Em 2010 a comuna tinha 224 habitantes (densidade: 16 hab./km²).